# Striga klingii
Striga klingii är en snyltrotsväxtart som först beskrevs av Adolf Engler, och fick sitt nu gällande namn av Sidney Alfred Skan. Striga klingii ingår i släktet Striga och familjen snyltrotsväxter. Inga underarter finns listade i Catalogue of Life.